# Secunda Hyadum
Secunda Hyadum, oder Hyadum II ist der Eigenname des Doppelsterns δ1 Tauri (Delta1 Tauri), im Sternbild Stier im offenen Sternhaufen der Hyaden. Hyadum II hat eine scheinbare Helligkeit von +3,76 mag und gehört der Spektralklasse K0-IIICN0.5 an. Hyadum II ist 150 Lichtjahre von der Erde entfernt.